# Нурсеитов, Таир Жаксыбаевич
Таир Жаксыбаевич Нурсеитов (каз. Тайыр Жақсыбайұлы Нұрсейітов; род. 11 июля 2000, Караганда) — казахстанский футболист, защитник.

## Клубная карьера
Футбольную карьеру начал в 2017 году в составе клуба «Шахтёр U-21» Караганда во второй лиге.
В 2018 году дебютировал в первой лиге играя за «Шахтёр-Булат».
27 ноября 2020 года в матче против клуба «Каспий» дебютировал в казахстанской Премьер-лиге. 29 июля 2021 года дебютировал в Лиге конференций в матче с румынским клубом «Стяуа».
В августе 2023 года футболист перешёл в белорусский клуб «Энергетик-БГУ». В январе 2024 года футболист покинул белорусский клуб.

## Карьера в сборной
7 мая 2018 года дебютировал за сборную Казахстана до 19 лет в матче против сборной США до 19 лет (0:8).

## Достижения
«Шахтёр» Караганда
- Финалист Кубка Казахстана: 2021

## Клубная статистика
| Клуб             | Сезон            | Лига | Лига | Кубок | Кубок | Еврокубки | Еврокубки | Итого | Итого |
| Клуб             | Сезон            | Игры | Голы | Игры  | Голы  | Игры      | Голы      | Игры  | Голы  |
| ---------------- | ---------------- | ---- | ---- | ----- | ----- | --------- | --------- | ----- | ----- |
| Шахтёр           | 2020             | 1    | 0    | —     | —     | —         | —         | 1     | 0     |
| Шахтёр           | 2021             | 15   | 0    | 5     | 0     | 1         | 0         | 21    | 0     |
| Шахтёр           | 2022             | 2    | 0    | 2     | 0     | —         | —         | 4     | 0     |
| Шахтёр           | Итого            | 18   | 0    | 7     | 0     | 1         | 0         | 26    | 0     |
| → Шахтёр М       | 2017             | 6    | 0    | —     | —     | —         | —         | 6     | 0     |
| → Шахтёр М       | 2018             | 20   | 1    | —     | —     | —         | —         | 20    | 1     |
| → Шахтёр М       | 2019             | 3    | 0    | —     | —     | —         | —         | 20    | 3     |
| → Шахтёр М       | 2021             | 2    | 0    | —     | —     | —         | —         | 2     | 0     |
| → Шахтёр М       | Итого            | 31   | 1    | —     | —     | —         | —         | 31    | 1     |
| → Шахтёр-Булат   | 2018             | 4    | 0    | —     | —     | —         | —         | 4     | 0     |
| → Шахтёр-Булат   | 2019             | 16   | 0    | —     | —     | —         | —         | 16    | 0     |
| → Шахтёр-Булат   | 2020             | 2    | 1    | —     | —     | —         | —         | 2     | 1     |
| → Шахтёр-Булат   | 2021             | 1    | 1    | —     | —     | —         | —         | 1     | 1     |
| → Шахтёр-Булат   | 2022             | 4    | 0    | —     | —     | —         | —         | 4     | 0     |
| → Шахтёр-Булат   | Итого            | 27   | 2    | —     | —     | —         | —         | 27    | 2     |
| Энергетик-БГУ    | 2023             | 9    | 0    | 0     | 0     | —         | —         | 9     | 0     |
| Энергетик-БГУ    | Итого            | 9    | 0    | 0     | 0     | —         | —         | 9     | 0     |
| Всего за карьеру | Всего за карьеру | 85   | 3    | 7     | 0     | 1         | 0         | 93    | 3     |